# Immunology & Cell Biology
Immunology & Cell Biology is een internationaal, aan collegiale toetsing onderworpen wetenschappelijk tijdschrift op het gebied van de celbiologie en de immunologie. De naam wordt in literatuurverwijzingen meestal afgekort tot Immunol. Cell Biol. Het wordt uitgegeven door Nature Publishing Group namens de University of Adelaide en verschijnt tweemaandelijks.
Het tijdschrift is in 1924 opgericht onder de naam Australian Journal of Experimental Biology and Medical Science. De huidige naam dateert uit 1987.